# Jan van den Bremen
Willem Jan van den Bremen (Sneek, 9 december 1931 – Paterswolde, 22 maart 2003) was een Nederlands hoogleraar in de economische- en sociale geografie en de landbeschrijving aan de Rijksuniversiteit Groningen.

## Levensloop
Van den Bremen wilde na de middelbare school geschiedenis studeren, maar zijn vooropleiding (HBS-b) maakte dat formeel onmogelijk. Na het vervullen van zijn dienstplicht begon hij in 1953 met de studie sociale geografie in Utrecht bij Adriaan de Vooys. In de doctoraalfase werd hij student-assistent en begeleidde hij veldwerken in Duitsland en Luxemburg.
In 1960 werd hij docent aardrijkskunde aan het Caland-Lyceum in Rotterdam. Hij combineerde deze baan met het redactiesecretariaat van het Tijdschrift voor Economische en Sociale Geografie (TESG). Hij bleef redactiesecretaris van 1961-1970 en functioneerde daarna nog twee jaar als hoofdredacteur van dit tijdschrift. 
In 1964 kreeg hij een benoeming als wetenschappelijk medewerker aan het Economisch-Geografisch Instituut van de Nederlandse Economische Hogeschool (nu Erasmusuniversiteit). Hij assisteerde daar Rob Tamsma die daar lector was. Daar ontwikkelde Van den Bremen een sterke belangstelling voor de economische geografie en de transportgeografie. De specialisatie transportgeografie leidde in de jaren daarna tot onderzoek en onderwijs naar de ruimtelijke aspecten van havens en zeescheepvaart. Vooral de Mediterrane wereld was een favoriet studiegebied.
Van 1966 tot 1973 was Van den Bremen ook docent bij de Academie voor Bouwkunst in Amsterdam.
Nadat Tamsma in 1966 hoogleraar werd in Groningen, volgde Van den Bremen hem in 1967. Hij promoveerde in 1977 op een proefschrift over verandering en continuïteit in melkverwerking in Nederland en hij werd in 1978 benoemd tot hoogleraar in de vacature die was ontstaan door het emeritaat van Hendrik Jacob Keuning.
Samen met Rob Tamsma startte Van den Bremen de opleiding MO-Aardrijkskunde in Groningen. De opleiding stopte in 1987 omdat dan grotendeels was voorzien in de behoefte aan aardrijkskundeleraren in Noord-Nederland.
Vanaf zijn benoeming in Groningen heeft hij een groot deel van zijn tijd besteed aan bestuurlijke taken o.a. als lid van de faculteitsraad en als decaan: ‘Zonder Van den Bremen zou er geen Faculteit der Ruimtelijke Wetenschappen in Groningen hebben bestaan’.
In 1996 ging hij met emeritaat.

## Wetenschappelijk werk
Van den Bremen was een breed georiënteerd sociaal geograaf. In zijn functioneren als redactiesecretaris van het TESG was zijn belangstelling voor de theorie-ontwikkeling en wetenschapsfilosofische grondslagen van de sociale geografie verder ontwikkeld. In zijn proefschrift zijn daarvan duidelijk de sporen terug te vinden. Van den Bremen onderzocht de verandering en de continuïteit in de ruimtelijke organisatie van de melkverwerking in Nederland en hij maakte daarbij gebruik van het begrippenapparaat van de systeemleer. Hij demonstreerde hoe de theorie van Walter Christaller over de ontwikkeling van verzorgingscentra ook toegepast kon worden op industriële vestigingsplaatsen. Bij de analyse van het ruimtelijk concentratieproces van de melkverwerking toonde Van den Bremen het belang aan van besluitvormingsprocessen voor locatiebeslissingen.
Ook in zijn specialisatie transportgeografie en maritieme geografie bleek zijn voorkeur voor de begrippen stabiliteit en verandering in ruimtelijke systemen. Dat is o.a. duidelijk in het artikel over de ruimtelijke patronen in het maritieme verkeer op globaal niveau (1986). Al in 1982 had Van den Bremen een pleidooi gehouden voor meer aandacht voor het geografisch werk op macroschaal. De studie van macro-geografische samenhangen is belangrijk voor het begrijpen van veranderingen in de economische structuur op globaal niveau.
Van den Bremen heeft actief meegewerkt aan de tweede uitgave van de Wetenschappelijke Atlas van Nederland. Hij maakte deel uit van de redactiecommissie en verzorgde met R. ter Brugge en C.A. van Kampen de atlasdelen over infrastructuur en havens.
Van den Bremen heeft veel betekend voor de ontwikkeling van het Tijdschrift voor Economische en Sociale Geografie (TESG). Hij was nauw betrokken bij de fusie van de bestaande geografische organisaties in Nederland tot het Koninklijk Nederlands Aardrijkskundig Genootschap in 1967. Het TESG werd het internationaal georiënteerde tijdschrift van de Nederlandse geografen en Van den Bremen gaf vorm aan het nieuwe beleid. Aan het einde van de jaren zestig behoorde het TESG tot de top van de meest geciteerde tijdschriften in de geografie.

## Publicaties, een selectie
- Aspecten van de verkeersgeografie, Tijdschrift voor Economische en Sociale Geografie, 1968(5), pp. 225-231
- Verandering en continuïteit. Een studie over de dynamiek in en de ruimtelijke organisatie van de bedrijvigheid met speciale aandacht voor het stelsel van melkverwerking in het ruraal-urbaan spanningsveld in Nederland, Dissertatie Groningen, 1977
- Economische geografie. Hoofdstuk 8 in: B.C. de Pater en M. Sint (red), Rondgang door de Sociale Geografie, Groningen, 1982
- ‘Wereldoriëntatie’, verwaarloosd in de Nederlandse economische geografie: onterecht en onverstandig, Geografisch Tijdschrift, 1982(3), pp. 186-189
- A behavioural approach to the study of maritime shipping and seaports: a neglected  way of problem solving, in: Europe: the open door, Brugge/Rome, Union Géographique Internationale - Groupe de travail sur la Géographie des transports, 1983, pp. 325-339
- Algemene sociale geografie : ontwikkelingslijnen en standpunten. Weesp : Romen, 1984,   (met A.G.J. Dietvorst, J.A. van Ginkel, A.O. Kouwenhoven, B.C. de Pater)
- Deel 12 Infrastructuur van de Nieuwe Atlas van Nederland, Den Haag, 1985 (met R. ter Brugge en C.A. van Kampen)
- The aggregate spatial patterns of maritime transport at world scale: a macro-scale approach in transport geography, Geojournal, 1986 (3), pp. 289-303
- Sea-sea transhipment: an interesting primary seaport function within the situation in the Netherlands as an example, in: J. Charlier (ed), Ports et mars: mélanges maritimistes offers à André Vigarié, Caen, 1986, pp. 109-118
- Goederenvervoer over zee als indicator van zwaartepuntwisseling tussen Noord-Amerika, West-Europa en Oost-Azië: speciaal gelet op de Zuid-Amerikaanse westkust als periferie, in:  W.J. van den Bremen & P.H. Pellenbarg (red.), Het geografisch plechtanker: eenheid in verscheidenheid. Liber amicorum Rob Tamsma, Amsterdam/Groningen, Koninklijk Nederlands Aardrijkskundig Genootschap/GIRUG, 1987, pp. 87-103
- Het Noorden: de bovenkant van Nederland, in B.C. de Pater, G.A. Hoekveld en J.A. van Ginkel (red), Nederland in delen, Houten, 1989, pp. 219-223
- Seaport development and state boundaries: The Ems-Dollart region and the Scheldt-Antwerp region on Dutch frontiers, Ocean & Coastal Management, 1992 (2-4), pp. 97-213
- Terugblik op horizonkoorts, Afscheidscollege, 17 december 1996, Groningen

- Nederlandse Thesaurus van Auteursnamen: 072658665
- Virtual International Authority File: 290617598
- WorldCat: E39PBJhxhxxmbXKxCywbbBrH4q